# Bignan
Bignan (in bretone: Begnen) è un comune francese di 2 796 abitanti situato nel dipartimento del Morbihan nella regione della Bretagna.

## Storia

### Simboli
La parte inferiore dello scudo riprende il blasone della famiglia de Janzé.

## Società

### Evoluzione demografica
Abitanti censiti